# 餅田千代
餅田 千代（もちた ちよ、1910年 - 1991年5月5日）は、日本の孤児院（のちに児童養護施設）・向陽寮の初代寮長（寮母）である。

## 概要
1910年生まれ。
1948年2月に開設された長崎県立孤児院（のちの児童養護施設）・向陽寮の初代寮長（寮母）に就任。当時は37歳で子供2人を抱え、戦争寡婦向けの授産所に勤務していた。就任の経緯は、向陽寮の建設を主導したGHQからの「教職員非経験者」「入所児童とともに生活できる独身女性」との条件を満たし、アメリカ合衆国での3年の生活経験も考慮され、選考、就任に至った。寮では、餅田とその子供および戦災孤児を中心とする入所児童・少年らの共同生活で、家事分担・年少者の世話・寮内規則の制定や運用など、入所児童・少年らも寮運営に関与した。
生活指導では、退所後に自立できる様、物事の善悪や、嘘をつかないなどを厳しく指導した。また、寮生活を送る皆は家族との観点、自身に対しては「お母さん」、職員に対しては「おじさん」「姉さん」の呼称を使わせた。向陽寮の開設当初は物資・食料・予算などの不足が深刻で、入所者の生活の維持に尽力した。1963年に向陽寮を離れ婦人寮に転任、1968年に向陽寮へ復任。1977年に向陽寮勤務を終える。
退任後は、保護司を務めるなどした。1991年5月5日に死去、享年82歳。
性格は、長男によると「豪胆」「何事にも積極的」。
2021年、向陽寮での活動について、NHKテレビ番組『こころの時代〜宗教・人生〜』にて「私は、母になる〜餅田千代と孤児たちの戦後〜」、ETV特集「ひまわりの子どもたち〜長崎・戦争孤児の記憶〜」が放映された。

## 著書
- 『ひまわりの記 -児童福祉こと始め 長崎県立向陽寮』 - 出版人:餅田健、1990年。

## 関連文献
- 鶴文乃 編『いっしょうけんめい きょうまで生きてきたと! 長崎県立養護施設「向陽寮」の元寮生たちの手記』 - ファミネット刊。